# Diacyclops navus
Diacyclops navus – gatunek widłonoga z rodziny Cyclopidae. Opisał go w 1882 roku Clarence Luther Herrick, nadając mu nazwę Cyclops navus.